# Гозенпуд, Абрам Акимович
Абрам Акимович Гозенпуд (10 [23] июня 1908, Киев — 2 июня 2004, Санкт-Петербург) — советский и российский литературовед, критик, переводчик и музыковед, педагог. Кандидат искусствоведения (1946), доктор филологических наук (1963). Автор около 500 разнообразных исследований в области музыки и литературы, в том числе — классическая семитомная история русского оперного театра. Брат композитора Матвея Гозенпуда (1903—1961).

## Биография
Родился в 1908 году в Киеве в купеческой семье черниговского еврея Акивы Зискиндова Гозенпуда, мать - Ривка Лейбовна, урождённая Бедер.
В 1930 окончил литературный факультет Киевского института народного образования.
С 1934 года преподавал в высших учебных заведениях Киева и занимался литературными переводами — большей частью, на украинский язык. С началом войны, в 1941 году, пешком ушёл из Киева, опасаясь прихода фашистских войск. Сразу после войны, в 1946 — преподаватель в учебных заведениях Киева и Свердловска. В 1946 году защитил кандидатскую диссертацию по искусствоведению («Шекспир и музыка»). Постоянно выступал в периодической печати как театральный критик. Вскоре перебрался в Москву.
1948—1949 гг. — заведовал литературной частью московского Малого театра и кабинетом музыкальных театров ВТО.
После войны началась кампания борьбы с космополитизмом. Пришлось скрываться. А собственные труды скрывать за псевдонимом Акимов.

Несколько лет ему пришлось жить фактически на полулегальном положении в Москве, где его приютили и защищали от произвола великие Москвин и Качалов, затем — после очередного доноса — вновь очутился в Киеве, откуда под угрозой скорого ареста сумел бежать в Ленинград. Там он преподавал в Театральном институте, занимался исследованиями в архивах и библиотеках, в том числе, в Пушкинском доме, где защитил диссертацию на соискание ученой степени доктора филологических наук. 
С 1953 г. — старший научный сотрудник сектора музыки Научно-исследовательского отдела в ЛГИТМиКе (с 1979 профессор-консультант). В 1963 году защитил докторскую диссертацию на тему «Музыкальный театр в России».
Был знаком с А. А. Ахматовой, Д. Д. Шостаковичем и многими другими деятелями культуры Ленинграда.
Умер 2 июня 2004 года в Санкт-Петербург, похоронен на Новодевичьем кладбище Санкт-Петербурга.

## Научная деятельность
Абрам Акимович Гозенпуд — автор работ по истории русского и зарубежного театра и музыки, переводов на русский и украинский языки произведений Шекспира, Шиллера, Китса, Байрона, Гауптмана, Хольберга и др., либретто комической оперы «Укрощение строптивой» В. Я. Шебалина. В его творческом наследии — десятки монографий, в том числе — семитомная история русского оперного театра. Его перу принадлежат огромное количество рецензий и различных публикаций в СМИ, труды о русской и зарубежной драматургии, монографические работы о воплощении музыки в произведениях Пушкина, Лермонтова, Достоевского, Тургенева, биографии великих певцов Ивана Ершова и Федора Шаляпина.
В 1958 году в Ленинграде была издана книга Конрада Фердинанда Мейера, составленная и отредактированная Гозенпудом, — в ней отыскались и несколько его поэтических переводов (в довоенные годы Гозенпуд тоже много переводил, но, в основном, на украинский язык).

## Родственники
Братья:
- Матвей Акимович Гозенпуд (1903—1961) — советский композитор и пианист.
- Наум Акимович Гозенпуд (~1899 — после 1960) — советский химик-технолог, специалист технике и технологии трикотажного производства (в частности, по производству искусственного шёлка).

## Интересные факты
В интервью Абрам Акимович рассказывал, что его отец обратился с вопросом к самому Л. Н. Толстому о воспитании детей:

Отец обратился с письмом к Толстому в 1910 году, за три месяца до кончины Льва Николаевича. Мне было два года. Речь шла не обо мне, а о моих старших братьях. Один из них стал впоследствии инженером-химиком, а другой (он, кстати, открыл мне путь к музыке) — пианистом и композитором, профессором Киевской консерватории.
Отец спрашивал о высшем образовании детей, ведь для евреев существовала процентная норма. Конечно, он мог бы отвезти нас за границу, но это казалось ему невозможным. Толстой ответил очень своеобразно: высшее образование есть не что иное, как средство эксплуатации трудящихся, рабочих. Поэтому лучше обучить детей ремеслу, а ещё лучше, чтобы они стали крестьянами — это евреи-то! Письмо было напечатано через много лет после смерти Толстого.